# Región de Prettigovia/Davos
La Región de Prettigovia/Davos (en alemán: Region Prättigau/Davos) es una unidad administrativa del cantón de los Grisones, Suiza. Sustituyó el 1 de enero de 2017 al anterior distrito de Prettigovia/Davos, con el que coincide. Los siete círculos en los que se subdividía fueron disueltos. 
La región comprende las siguientes comunas:
- Davos
- Fideris
- Furna
- Jenaz
- Klosters-Serneus
- Conters im Prättigau
- Küblis
- Luzein
- Grüsch
- Schiers
- Seewis im Prättigau